# Шкатова, Ангелина Анатольевна
Ангелина Анатольевна Шкатова (род. 25 января 2001, Владимир) — российская гимнастка. Серебряный призёр Олимпиады в Токио (2020), трёхкратная чемпионка мира, чемпионка Европы (2021). Заслуженный мастер спорта России (2021).

## Спортивная карьера
Воспитанница Владимирской спортивной школы олимпийского резерва по художественной гимнастике. Первые тренеры: Савватеева-Субботина Анастасия Анатольевна, Кагарлицкая Светлана Михайловна.
На чемпионате Европы 2015 года среди юниоров в групповых упражнениях завоевала «золото» (многоборье) и «серебро» (финал с мячами). На Кубке мира 2019 года в групповых упражнениях завоевала «бронзу» (мячи).
В основной состав российской сборной спортсменка вошла в сезоне-2020.
Замужем за футболистом Вячеславом Малафеевым, поженились 21 февраля 2025 года.

## Награды
- Медаль ордена «За заслуги перед Отечеством» I степени (11 августа 2021 года) — за большой вклад в развитие отечественного спорта, высокие спортивные достижения, волю к победе, стойкость и целеустремлённость, проявленные на Играх XXXII Олимпиады 2020 года в городе Токио (Япония)[6]
- Медаль «За укрепление боевого содружества» (14 августа 2021)[7][8]